# 西来寺 (张掖)
38°55′45″N 100°26′56″E / 38.92917°N 100.44889°E
西来寺，位于中国甘肃省张掖市甘州区西来寺巷，为汉传佛教禅宗寺院，2006年被列为第六批全国重点文物保护单位。
西来寺始建于唐朝，明朝重建，原名为“慈云精舍”。清朝康熙五十九年（1702年）重修，更名为“西来寺”。现为甘州区佛教协会驻地。现有山门、观音殿、藏经楼、金刚殿等建筑，金刚殿是张掖市唯一一处明代建筑。
- 山门
- 正殿和南北配殿
- 正殿
- 正殿南面
- 正殿前檐转角